# Ков-Пойнт

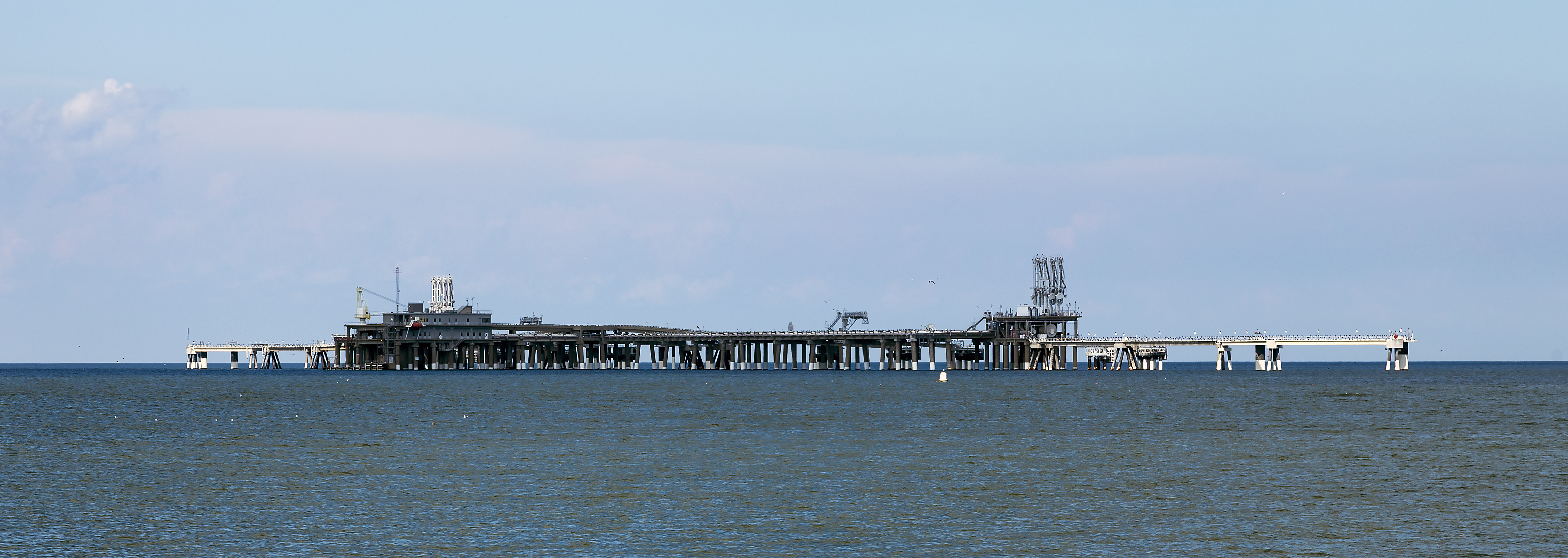
Причал для завантаження зрідженого природного газу на заводі Ков Пойнт

Ков Пойнт (англ. Cove Point) – термінал для прийому та регазифікації зрідженого природного газу в США, який у 2010-х роках буде доповнений потужностями для зрідження з метою подальшого експорту ЗПГ. Розташований у штаті Меріленд в Чесапіцькій затоці.
Імпортний термінал ввели в дію ще у 1978 році. Після проведених в 2000-х роках модернізацій його потужність досягла у річному виразі 18,5 млрд.м3, а сховище складається з семи резервуарів загальним об’ємом 695000 м3.
Причал терміналу після подовження на 45 метрів у 2011 році здатний приймати газові танкери розміром до Q-max включно (267000 м3). Він  винесений на 1,1 милю від узбережжя у Чесапіцьку затоку, а щоб задовольнити вимоги екологічних організацій для доступу на причал прокладено тунель. В останньому переміщення здійснюється виключно на велосипедах (для використання іншого транспорту потребувалась би коштовна система вентиляції).
Видача газу відбувається через власний трубопровід довжиною 87 миль, з`єднаний з газопровідними системами Transcontinental Gas Pipeline, Columbia Gas Transmission та Dominion Transmission. Власником об’єкту з 2002 року є компанія Dominion.
«Сланцева революція», що призвела у 2000-х роках до стрімкого зростання видобутку газу в США, не тільки сприяла задоволенню внутрішнього попиту, але й дозволила розпочати експорт блакитного палива. З цією метою власники терміналу в Коув Поінт вирішили доповнити його потужностями із виробництва зрідженого газу. Хоча при цьому використовувались ті ж самі резервуари та портове господарство, проте об`єм інвестицій в проект очікувався вельми значним – від 3,4 млрд. доларів США. Будівельні роботи розпочались у 2014 році, а введення в експлуатацію заводу очікується у 2017-му. Потужність виробничої лінії складатиме 5,25 млн.т ЗПГ, що з урахуванням простоїв на планове обслуговування повинне забезпечити річний експорт у 4,6 млн.т (6,4 млрд.м3).